# Miel

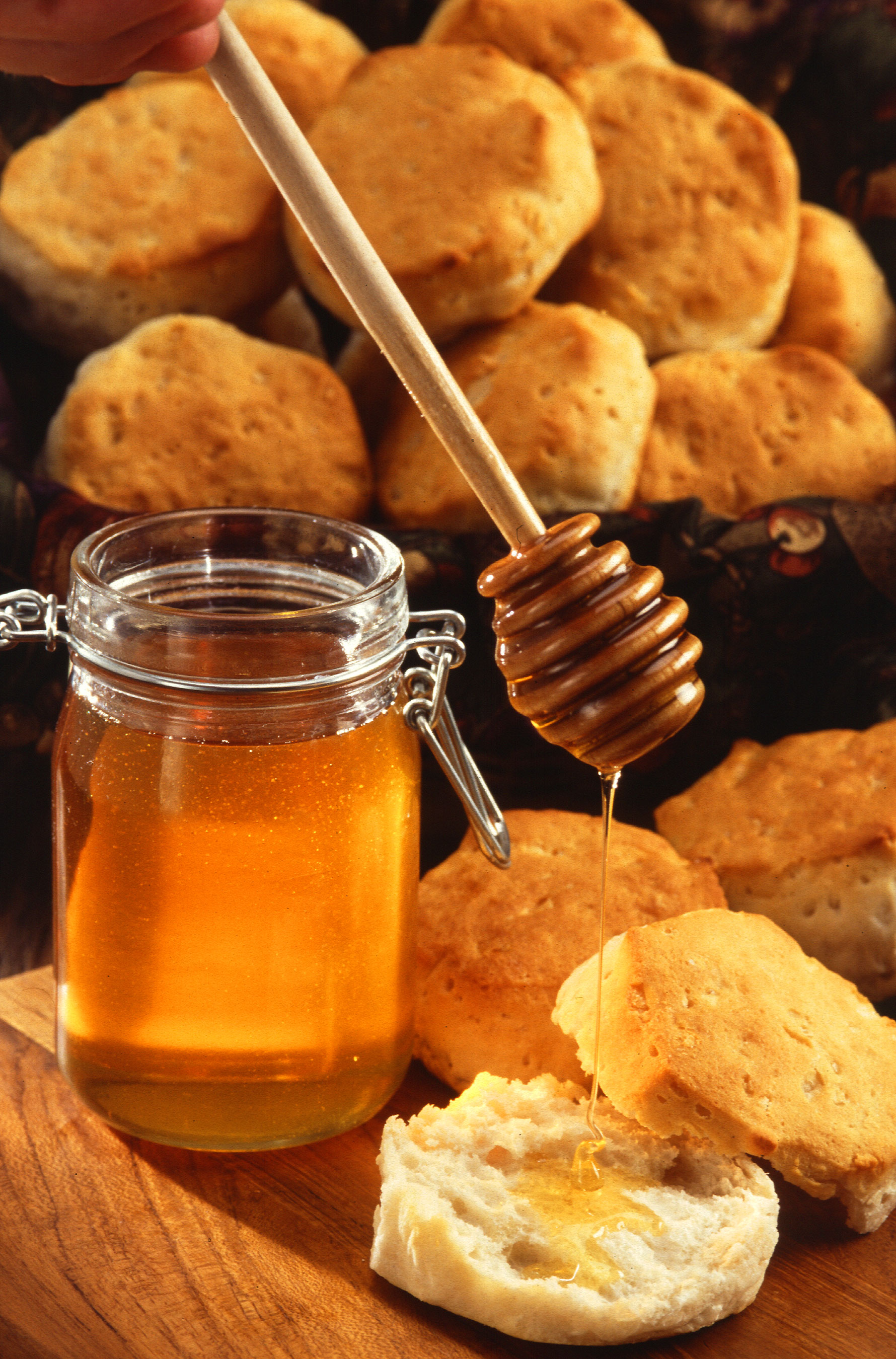
La miel, en un moderno envase de cristal y un dosificador o lengua de oso (rodillo de miel).

La miel es un fluido muy dulce y viscoso producido por abejas del género Apis, principalmente la abeja doméstica, a partir del néctar de las flores o de secreciones de partes vivas de plantas o de excreciones de insectos chupadores de plantas (áfidos). Estas sustancias son recogidas por las abejas, luego transformadas al combinarlas con sustancias propias, depositadas, deshidratadas y almacenadas en los panales para su maduración. La intervención del hombre en el proceso de explotación de los panales de la colmena es conocida como apicultura.
La miel es utilizada desde hace miles de años en todo el mundo, ya sea como saborizante de brebajes, alimento o medicamento. Su composición es variable sin embargo su constituyente esencial, son carbohidratos en la forma de monosacáridos como la fructosa y la glucosa, así como disacáridos tales como maltosa, isomaltosa, maltulosa, sacarosa, turanosa y nigerosa. Estos componentes son los responsables del intenso dulzor de la miel. Además, contiene oligosacáridos como la panosa; enzimas como la amilasa, peróxido oxidasas, catalasa y fosforilasa ácida; además contiene aminoácidos, algunas vitaminas B, C, niacina, ácido fólico, minerales como hierro y zinc, y antioxidantes.
La producción mundial media de miel es aproximadamente de 1 200 000 t. Los principales países productores son: China, Turquía, Argentina, Ucrania, México y Estados Unidos. Los principales importadores a nivel mundial son la Unión Europea y los Estados Unidos.

## Formación

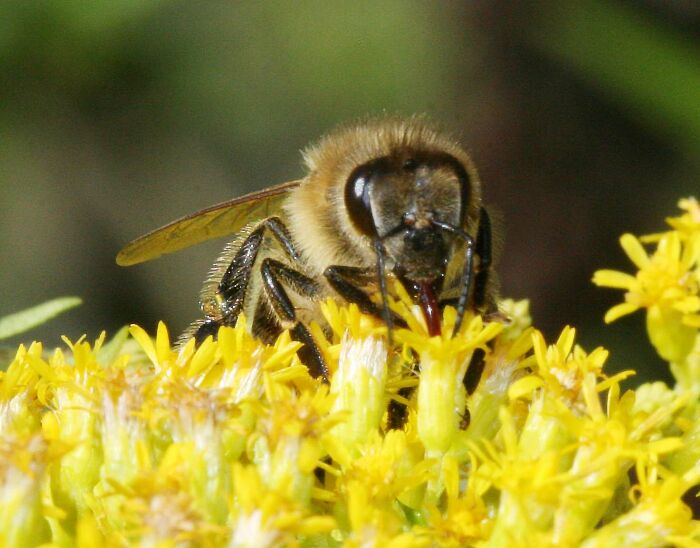
Una abeja en el sépalo de asteráceas con su probóscide extendida.

La miel es producida principalmente por las abejas, que recolectan néctar y rocío de miel como fuente de azúcares. Estos azúcares son consumidos para respaldar el metabolismo y la actividad muscular durante la búsqueda de alimento, o almacenados a largo plazo como suministros. Las abejas utilizan parte del néctar recolectado para mantener la actividad de los músculos utilizados en el vuelo, a través de procesos de regurgitación y digestión. En climas fríos o cuando hay escasez de otras fuentes de alimento, tanto las abejas adultas como las larvas consumen la miel almacenada.
Gracias a la creación de colmenas artificiales, las personas han podido semidomesticar a las abejas melíferas y cosechar el exceso de miel. Dentro de la colmena o en un nido salvaje, se encuentran tres tipos de abejas:
1. Una única abeja reina hembra.
2. Un número variable, de acuerdo a la estación,  de machos llamados zánganos, cuyo único propósito es fertilizar nuevas reinas.
3. Entre veinte mil y cuarenta mil abejas obreras.[12]

### Recolección y procesamiento

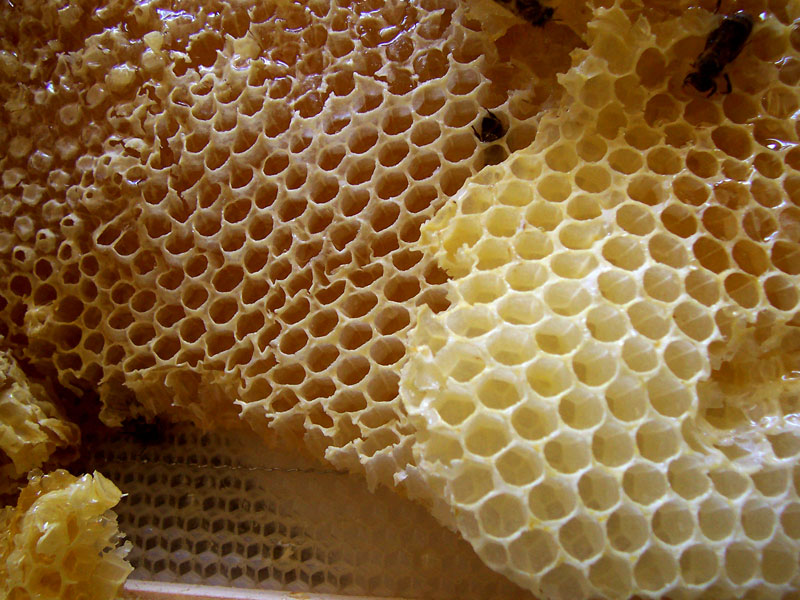
Panal mostrando celdas de cera prismáticas hexagonales en las que las abejas almacenan miel.

Al salir de la colmena, las abejas recolectan néctar de las flores, que es rico en azúcar. Lo succionan a través de su probóscide y lo almacenan en su proventrículo, ubicado dorsalmente a su estómago de alimento. En el caso de las abejas apis mellifera, su estómago de miel puede contener alrededor de 40 mg de néctar, lo cual equivale aproximadamente al 50 % del peso descargado por la abeja. Para llenar su estómago de miel, pueden requerir más de mil flores y más de una hora de recolección. El néctar generalmente tiene un contenido de agua del 70 al 80 %. A medida que recolectan néctar, las abejas agregan enzimas salivales y proteínas de la glándula hipofaríngea, que comienzan a descomponer los azúcares y aumentan ligeramente el contenido de agua.
Luego, las abejas recolectoras regresan a la colmena, donde regurgitan y transfieren el néctar a las abejas obreras de la colmena. Estas últimas utilizan sus estómagos de miel para ingerir y regurgitar el néctar repetidamente, formando burbujas entre sus mandíbulas. Este proceso ayuda a la digestión parcial del néctar. Las burbujas aumentan la superficie en relación con el volumen y parte del agua se evapora. Las enzimas digestivas de las abejas hidrolizan la sacarosa, convirtiéndola en una mezcla de glucosa y fructosa, y también descomponen almidones y proteínas, lo que aumenta la acidez.
Las abejas trabajan juntas como un grupo durante aproximadamente 20 minutos, regurgitando y digiriendo el néctar, pasándolo de una abeja a otra, hasta que finalmente llega a los panales para su almacenamiento.  El néctar se coloca en celdas de panal sin sellar mientras aún tiene un alto contenido de agua (alrededor del 50 al 70 %) y levaduras naturales que, si no se controlan, podrían fermentar los azúcares de la miel en formación. Las abejas son uno de los pocos insectos capaces de generar calor corporal considerable. Dentro de la colmena, regulan constantemente la temperatura, ya sea calentando con sus cuerpos o enfriando mediante la evaporación del agua, para mantener una temperatura de almacenamiento de la miel de aproximadamente 35 °C. Durante este proceso, las abejas obreras aletean constantemente para circular el aire y ayudar a evaporar el agua de la miel, reduciendo su contenido de agua a alrededor del 18 %. Esto aumenta la concentración de azúcar más allá del punto de saturación y evita la fermentación. Luego, las abejas sellan las celdas con cera. Cuando se extrae de la colmena por un apicultor, la miel tiene una vida útil prolongada y no fermentará si se sella adecuadamente.

## Producción mundial
| Principales productores de miel (en toneladas) en 2020 | Principales productores de miel (en toneladas) en 2020 |
| ------------------------------------------------------ | ------------------------------------------------------ |
| China                                                  | 446 900                                                |
| Turquía                                                | 114 113                                                |
| Argentina                                              | 79 468                                                 |
| Irán                                                   | 77 567                                                 |
| Ucrania                                                | 71 279                                                 |
| Estados Unidos                                         | 69 104                                                 |
| India                                                  | 67 442                                                 |
| Rusia                                                  | 65 006                                                 |
| México                                                 | 64 253                                                 |
| Etiopía                                                | 50 000                                                 |
| Brasil                                                 | 42 346                                                 |
| otros países                                           | 704 063                                                |
| Total mundial                                          | 1 851 541                                              |

## Historia

Pintura rupestre del mesolítico (8000 a), en la Cueva de la Araña, cerca de la localidad de Bicorp (Valencia). Representa a una figura femenina recolectora de miel en un panal arbóreo.

La miel ha sido reconocida por los seres humanos desde tiempos remotos debido a sus cualidades como alimento y endulzante, superando en poder a la caña de azúcar. Las primeras evidencias de su consumo se remontan al Mesolítico, alrededor del 6000 a. C., y se pueden encontrar representadas en pinturas rupestres. 
Existen registros prehistóricos que muestran el uso de la miel por parte de civilizaciones antiguas.
A lo largo de la historia, se han encontrado diversas referencias a esta sustancia. Incluso los sumerios, alrededor del 2500 a. C., ya eran conocedores de sus propiedades medicinales.
Además de las menciones en textos bíblicos, que fueron escritos en los últimos siglos del primer milenio a. C., muchos otros pueblos, como los egipcios y griegos antiguos, consideraban la miel como un producto sagrado e incluso la utilizaban como forma de pago de impuestos. En excavaciones realizadas en Egipto, se han descubierto muestras de miel conservadas en vasijas con más de dos mil años de antigüedad.

## Tipos

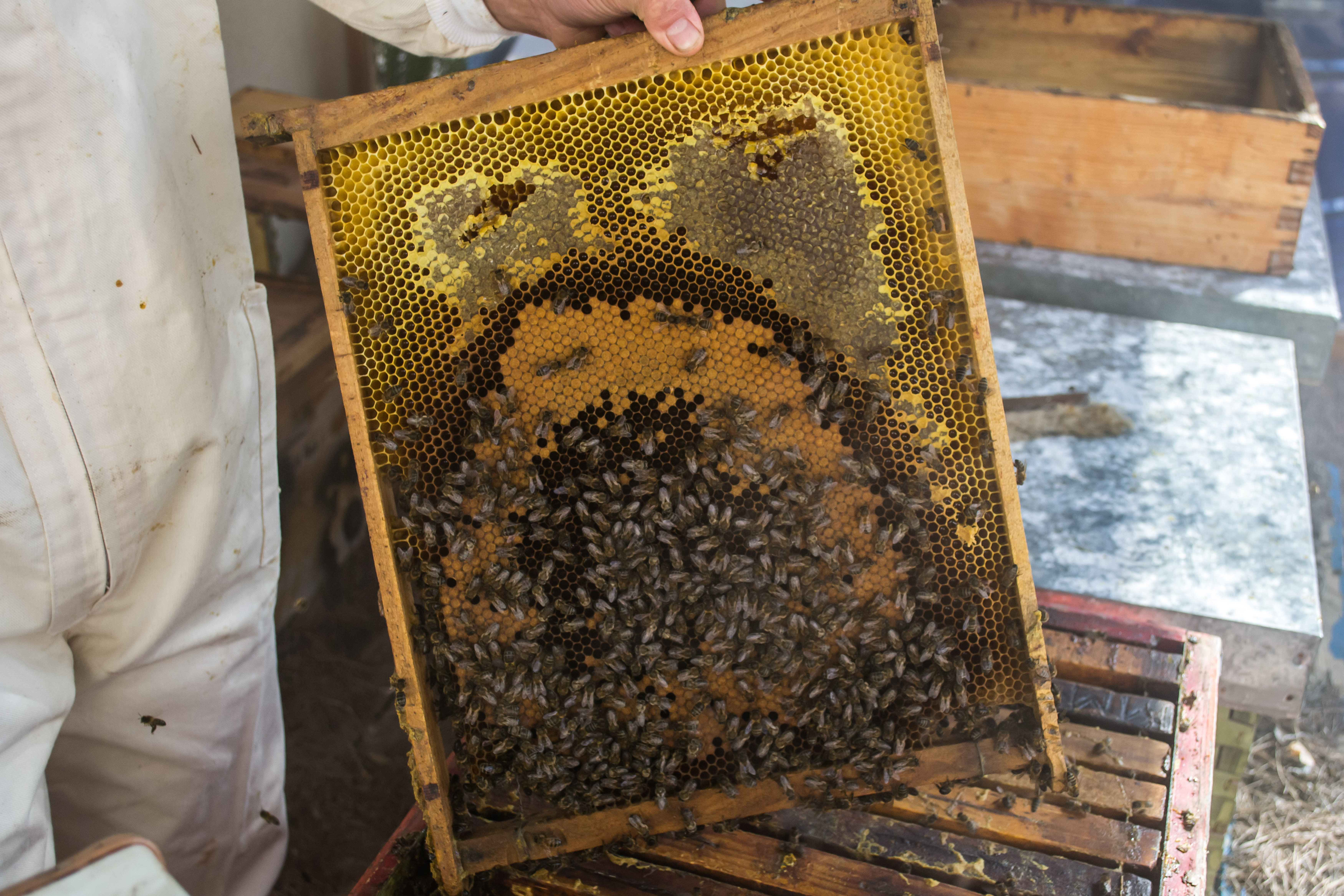
Corte de un panal

Existen cerca de trescientas veinte variedades de miel de distintos orígenes florales. El sabor, color y olor de la miel depende de las distintas fuentes de flores y plantas visitadas por las abejas. Aunque en cuanto al color predomina una gama de tonos amarillentos.
Según la especie de insecto:
- Miel de abeja
- Miel de avispa; miel producida por varias especies de avispa
- Miel de hormiga melífera.

Según su origen vegetal, se diferencia entre:
- Miel de flores: la producida por las abejas a partir del néctar de las flores. Se distinguen muchas variedades:
  - Monofloral: predominio del néctar de una especie. Las más usuales son de castaño, romero, ulmo, tomillo, brezo, azahar, tilo, acacia, eucalipto, lavanda, zarzamora, alfalfa, etcétera.
  - Multifloral («varias flores»): del néctar de varias especies vegetales diferentes, y en proporciones muy variables.
  - Miel de la sierra o de montaña, y del desierto (varadulce, mezquite, gatun y eltata), que son tipos especiales de mil flores.
- Miel de mielada o mielato, rocío de miel, miel de rocío o miel de bosque es la producida por las abejas a partir de las secreciones dulces de áfidos pulgones, cochinillas y otros insectos chupadores de savia, normalmente de pinos, abetos, encinas, alcornoques y otras plantas arbustivas. Suele ser menos dulce, de color muy oscuro, se solidifica con dificultad, y no es raro que exhiba olor y sabor especiados, resinosos. La miel de mielato procedente de pinares tiene un peculiar sabor a pino, y es apreciada por su uso medicinal en Europa y Turquía.

La miel de flores es transparente y se solidifica con el tiempo dependiendo de su procedencia vegetal y de la temperatura. Por debajo de 14 °C se acelera el proceso de solidificación. Las mieles de brezo se endurecen muy pronto y las de castaño tardan mucho.
El estudio del polen en la miel virgen (melisopalinología) permite determinar su origen floral. Dado que las partículas de polen están electrostáticamente cargadas y atraen otras partículas, las técnicas usadas en la melisopalinología pueden usarse en estudios medioambientales de partículas radiactivas, polvo o contaminación.

## Composición química
La miel contiene:
| Componente | Rango     | Contenido típico |
| --- | --------- | ---------------- |
| fructosa | 28-44 %   | 38 %             |
| glucosa | 22-40 %   | 31 %             |
| agua | 14-22 %   | 18 %             |
| maltosa | 2-16 %    | 7.5 %            |
| sacarosa | 0,2-7 %   | 1 %              |
| otros azúcares | 0,1-8 %   | 5 %              |
| proteínas y aminoácidos | 0,2-2 %   |                  |
| vitaminas:A, E, K, B1, B2, B6, niacina, C, B5; enzimas, hormonas ácidos orgánicos: ácidos fenólicos, ácido abscísico, ácido ferúlico, carotenoides, ácidos grasos; flavonoides: Apigenina, Pinocembrina, Acacetina | 0,5-1 %   |                  |
| minerales | 0,5-1,5 % |                  |
| cenizas | 0,2-1,0 % |                  |

La falta de humedad es una condición fundamental para la conservación de la miel. Mientras el porcentaje de humedad permanezca por debajo de 18 % nada podrá crecer en ella. Por encima de ese valor pueden aparecer procesos fermentativos.
El contenido en minerales de la miel es muy bajo. Los más frecuentes son calcio, cobre, hierro, magnesio, manganeso, zinc, fósforo y potasio. Están presentes también alrededor de la mitad de los aminoácidos existentes, ácidos orgánicos (ácido acético, ácido cítrico, entre otros) y vitaminas del complejo B, vitamina C, D y E. La miel posee también una variedad considerable de antioxidantes (flavonoides y fenólicos).

## Usos

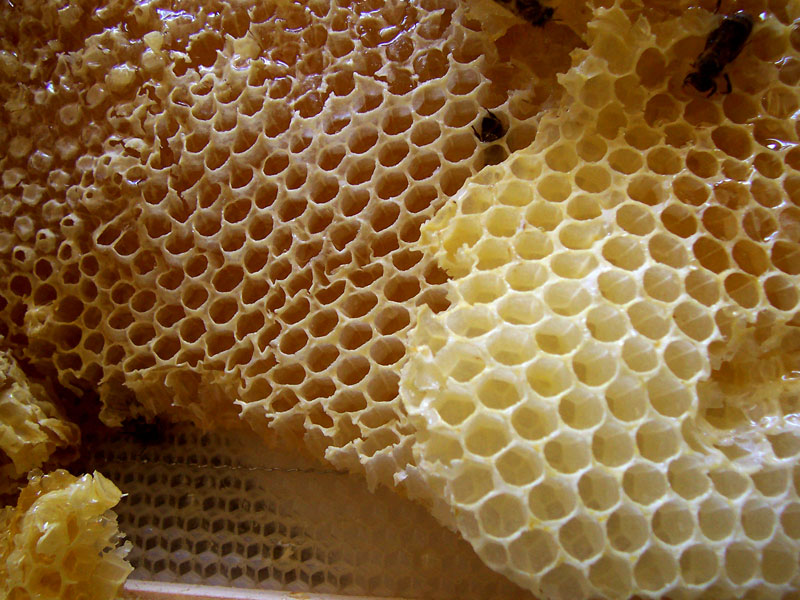
Detalle de las celdillas hexagonales de un panal

### Culinario
La miel se emplea principalmente en la gastronomía, tanto en recetas dulces como saladas, es habitual como acompañamiento de pan o tostadas (en desayunos y meriendas) y como edulcorante de diversas bebidas. Al ser rica en azúcares como la fructosa, la miel es higroscópica (absorbe humedad del aire), por lo que el añadir una pequeña cantidad a panes y pasteles hace que estos endurezcan más lentamente. 
La miel es el ingrediente principal del hidromiel, producido a partir de miel y agua. También se conoce como «vino de miel».

### Terapéutico

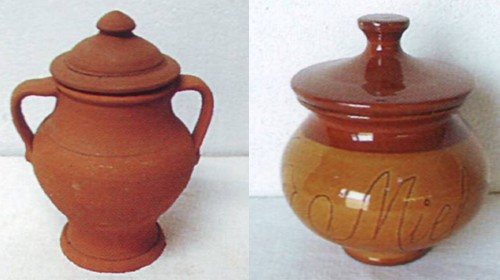
Recipientes para guardar, transportar o servir la miel. A la izquierda: alfarería sin vidriar, con dos asas. Y a la derecha: cerámica vidriada y decorada, sin asas. Ambos con tapa a juego. Otros nombres: mielera, parrón (Aragón), orza de miel. Piezas del Museo de Cerámica Nacional de Chinchilla de Montearagón (Albacete, España).

Los beneficios de la miel a nivel medicinal ya era conocidos hacia el 2500 a. C. por los sumerios en Mesopotamia. Los egipcios antiguos, los asirios, los chinos, los griegos y los romanos utilizaban la miel para tratar heridas. Fue luego "redescubierta" por la medicina moderna debido a sus importantes propiedades bactericidas en heridas infectadas con bacterias multirresistentes a los antibióticos.

#### Antimicrobiano y antiséptico
Se puede usar externamente debido a sus propiedades antimicrobianas y antisépticas, ayudando a cicatrizar y a prevenir infecciones en heridas o quemaduras superficiales.
Las abejas añaden además una enzima llamada glucosa oxidasa. Cuando la miel se aplica sobre las heridas, esta enzima produce la liberación local de peróxido de hidrógeno.

#### Antioxidante
Las mieles más oscuras tienen mayor poder antioxidante por ser más ricas en compuestos fenólicos como flavonoides y taninos.

#### Energético
Debido a su contenido de azúcares simples, de asimilación rápida, la miel es altamente calórica (cerca de 3,4 kcal/g), por lo que es útil como fuente de energía rápida.
La miel virgen también contiene enzimas que ayudan a su digestión, así como diversas vitaminas y antioxidantes. Por esto suele recomendarse el consumo de la miel a temperaturas no superiores a 60 °C, pues a mayor temperatura empieza a perder propiedades beneficiosas al volatilizarse algunos de estos elementos.

#### Resfriados, tos, dolor de garganta
Es usada para el alivio sintomático del resfriado. Estudios en personas de entre dos y dieciocho años con infecciones en las vías respiratorias demostraron que es capaz de aliviar las membranas irritadas en la parte posterior de la garganta y que tiene efectos antioxidantes y antivirales. Además, un informe de la OMS la considera segura, fuera del período de la lactancia, para aliviar la tos.
La dulzura y textura de jarabe calman el dolor de garganta, pero también influye su contenido antioxidante y su efecto antimicrobiano. Para niños menores de un año no es recomendable porque existe el peligro del desarrollo del botulismo. Este último riesgo se hace ínfimo en niños de más edad.
Los catarros se combaten popularmente en algunos países endulzando con miel el zumo de limón o el té de cebolla. La Organización Mundial de la Salud recomienda el uso de miel para el alivio de la tos en niños mayores de un año. Sin embargo, la miel no muestra mayores beneficios que otros medicamentos como el dextrometorfano, pero sin los efectos adversos asociados.

#### Cosmética
Es utilizada en cosmética (cremas, mascarillas de limpieza facial, tónicos, etc.) debido a sus cualidades astringentes y suavizantes.

### Como conservante

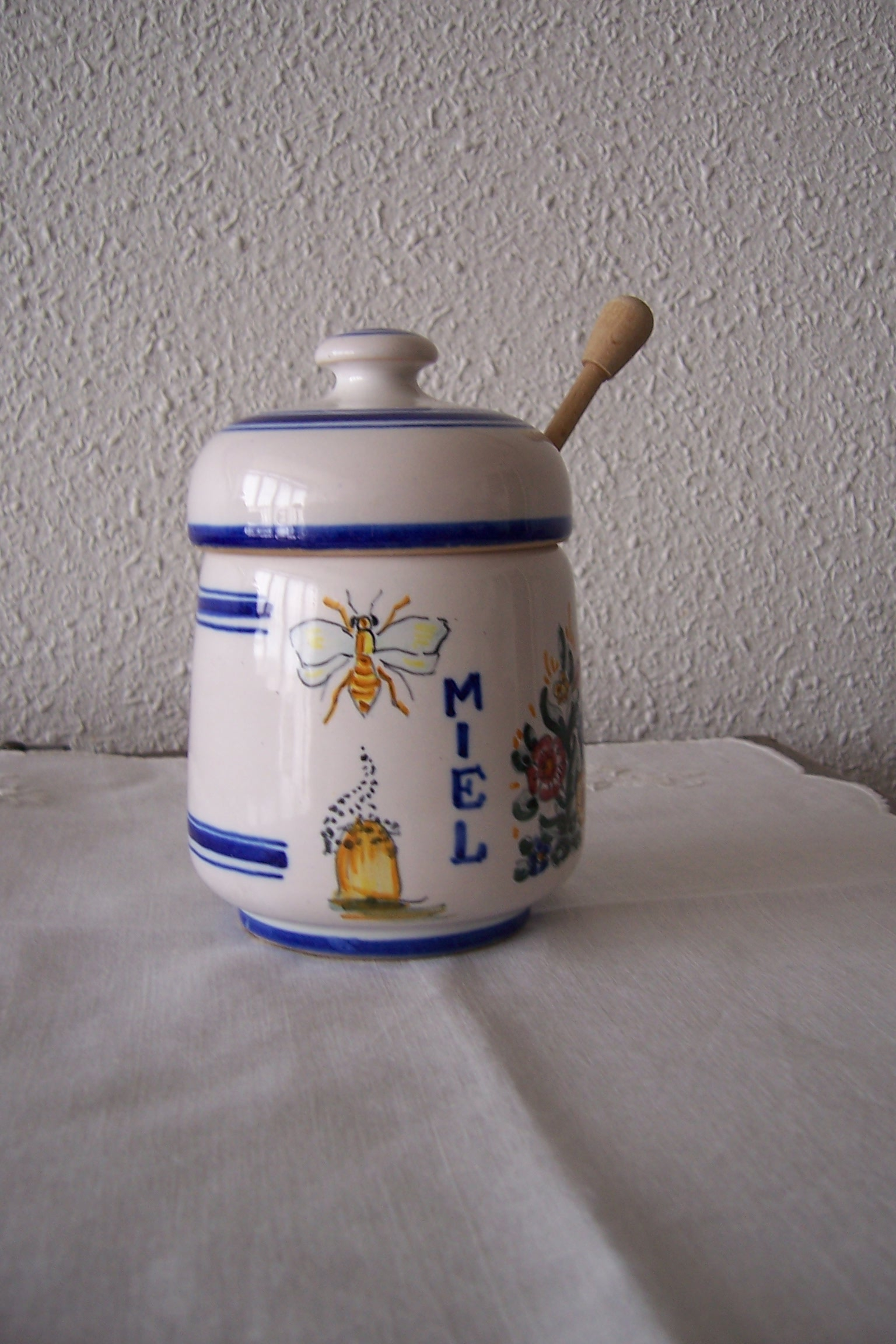
Tarro de loza para la miel, con catador de madera

Es un excelente conservante natural. Sin embargo, no siempre es saludable. Debido a que procede de flores silvestres, hay algunos momentos y lugares en los que la miel producida por las abejas es altamente tóxica. Los rododendros y azaleas producen un néctar altamente venenoso para los humanos, aunque inofensivo para las abejas, que producen así una miel mortífera. En algunas regiones del mundo las colmenas se vacían inmediatamente después de la temporada de flores, eliminando cualquier residuo para evitar envenenamientos accidentales. Existen historias del uso de miel venenosa como arma de guerra en la antigüedad, pero no son corroborables. Dicha miel venenosa es muy difícil de encontrar. La forma de la flor de azalea hace que a las abejas le resulte difícil acceder al néctar, y en la época en la que florecen hay casi siempre otras flores más atractivas para las abejas.
Es altamente perdurable, no caduca. Gracias a su alta concentración de azúcar, mata a las bacterias por lisis osmótica. Las levaduras aerotransportadas no pueden prosperar en la miel debido a la baja humedad que contiene. Los traslados de cuerpos humanos en la antigüedad se hacían sumergidos en miel; por ejemplo Alejandro Magno fue trasladado desde Babilonia hasta Alejandría en Egipto en el 323 a. C. y el de Agesilao II, rey de Esparta, desde Egipto hasta su ciudad natal en el 360 a. C., utilizándose miel para evitar la descomposición. El efecto preservante de la miel se debe a su baja concentración de agua y es idéntico al que permite la prolongada conservación de los dulces y de las frutas en almíbar, donde el alto contenido en azúcar disminuye el contenido relativo de agua.

## Precauciones
Los contenidos altos de glucosa y fructosa en la dieta (más del 20 % de la energía total) están relacionados con un aumento de la presión arterial
y con un aumento de la grasa corporal
y en la grasa hepática, en el colesterol, en los problemas cardíacos y en la diabetes tipo 2 (nunca en la diabetes tipo 1).
El consumo de miel está totalmente desaconsejado para niños menores de doce meses. A diferencia de los adultos y niños más mayores, los jugos del sistema digestivo de los bebés aún no han desarrollado la suficiente acidez, por lo que los compuestos dulces de la miel crean el ambiente adecuado para el crecimiento de las esporas de Clostridium botulinum, que produce el botulismo. Estas toxinas, inofensivas para el estómago de los adultos, pueden ser mortales en niños pequeños.
Determinadas mieles procedentes de algunas especies de plantas de la familia de las ericáceas como Rhododendron ponticum o solanáceas como Datura stramonium e Hyoscyamus niger son tóxicas. En muchos casos la sustancia tóxica es la grayanotoxina.

## Productos relacionados
Junto a la miel las abejas producen otros importantes productos: la cera, la jalea real y el propóleo.

## Productos equivalentes
Entre los productos equivalentes o similares en aspecto o dulzor podemos encontrar, las mieles de savia, tales como la miel de palma, la miel de dátil y el jarabe de arce; e igualmente el Arrope y la pulpa de las vainas del algarrobo de miel entre otros.